# Neufchâteau, Belgien
Neufchâteau är en ort och kommun i Belgien. Den ligger i provinsen Luxemburg och regionen Vallonien, i den sydöstra delen av landet, 140 km sydost om huvudstaden Bryssel. Antalet invånare är 7 011. Neufchâteau gränsar till Bertrix, Libramont-Chevigny, Vaux-sur-Sûre, Léglise, Chiny och Herbeumont. Neufchâteau är huvudort i Arrondissement de Neufchâteau, som ofattar 12 kommuner i provinsen Luxembourg.
I omgivningarna runt Neufchâteau växer i huvudsak blandskog. Runt Neufchâteau är det ganska glesbefolkat, med 42 invånare per kvadratkilometer.